# Pavlo Ivanovych Lazarenko
Pavlo Ivanovych Lazarenko (tiếng Ukraina: Павло Іванович Лазаренко; sinh ngày 23 tháng 1 năm 1953) là một tội phạm đã bị kết án, người tị nạn quốc tế và cựu chính trị gia người Ukraina. Ông từng giữ chức Thủ tướng Ukraina từ năm 1996 đến 1997.
Sinh năm 1953 trong một gia đình nông dân ở miền nam Ukraina, Lazarenko tập trung vào làm nông nghiệp trước khi tham gia chính trị vào cuối những năm 1980. Nguyên là Thống đốc tỉnh Dnipropetrovsk, Lazarenko được bổ nhiệm làm Phó Thủ tướng thứ nhất của Ukraina về các vấn đề năng lượng vào năm 1995, phụ trách thu mua năng lượng từ nước ngoài. Chưa đầy một năm sau, ông được Tổng thống Leonid Kuchma bổ nhiệm làm Thủ tướng, phục vụ chỉ hơn một năm trước khi bị thay thế bởi Valeriy Pustovoitenko vào ngày 2 tháng 7 năm 1997.
Thời kỳ Lazarenko làm Thủ tướng và những phiên tòa sau đó đã khiến ông trở thành một trong những chính trị gia tham nhũng, độc tài và không được lòng dân nhất trong lịch sử Ukraina. Theo báo cáo của Liên Hợp Quốc, Lazarenko đã biển thủ khoảng 200 triệu USD từ chính phủ Ukraina. Sau chuyến bay năm 1999 từ Ukraina, Lazarenko trốn sang Hoa Kỳ, tại đây ông bị xét xử vì tội tống tiền, rửa tiền và lừa đảo qua mạng và bị kết án. Từ năm 1999, ông sống lưu vong ở Hoa Kỳ do bị buộc tội hình sự ở Ukraina.

## Sự nghiệp

### Thống đốc tỉnh Dnipropetrovsk
Vào tháng 8 năm 1991, ngay sau Tuyên ngôn Độc lập của Ukraina, Lazarenko được chọn làm Phó Thống đốc thứ nhất của tỉnh Dnipropetrovsk.
Vào tháng 3 năm 1992, Tổng thống Ukraina Leonid Kravchuk bổ nhiệm Lazarenko làm Thống đốc tỉnh Dnipropetrovsk. Vị trí ứng cử viên của Lazarenko đã được đề cử bởi hội đồng các nhóm công tác của Đại học Nông nghiệp bang Dnipropetrovsk, quyết định của họ được hơn 200 nhóm ủng hộ. Leonid Kuchma, khi đó là Nghị sĩ Quốc hội, đã đề xuất Valeriy Pustovoitenko, người sau này cũng trở thành Thủ tướng.
Lazarenko vẫn giữ chức Thống đốc cho đến tháng 6 năm 1994. Mặc dù đứng về phía tổng thống đương nhiệm Kravchuk trong cuộc bầu cử tổng thống Ukraine năm 1994, ông vẫn cố gắng thiết lập mối quan hệ chặt chẽ với người chiến thắng trong cuộc bầu cử, Leonid Kuchma.

### Phó Thủ tướng thứ nhất Ukraina
Theo đề nghị của Thủ tướng Ukraina Yevhen Marchuk, Kuchma bổ nhiệm Lazarenko làm Phó Thủ tướng thứ nhất phụ trách các vấn đề Năng lượng vào ngày 5 tháng 9 năm 1995. Là quan chức chính phủ phụ trách các vấn đề năng lượng, ông được giao nhiệm vụ đàm phán nguồn cung khí đốt với Nga và Turkmenistan. Ngay trong năm 1996, Ukraina lần đầu tiên báo cáo không có khoản nợ nào với Gazprom của Nga kể từ khi nước này độc lập. Năm 1996 Lazarenko trở thành Tiến sĩ Khoa học Kinh tế.

### Thủ tướng Ukraina

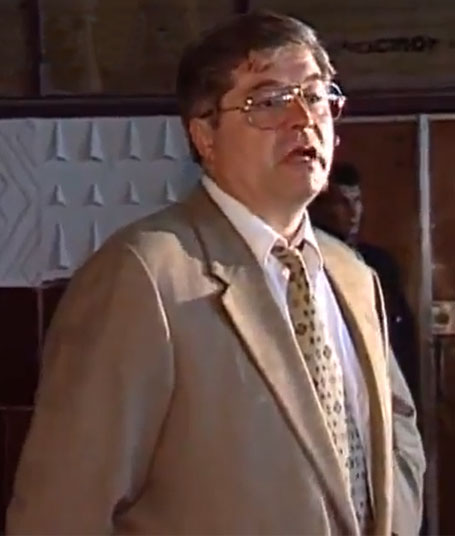
Lazarenko năm 1996

Vào ngày 28 tháng 5 năm 1996, Kuchma xác nhận Lazarenko là Thủ tướng Ukraina trong phạm vi quyền hạn được quy định bởi "Thỏa thuận Hiến pháp" hiện có. Vào ngày 10 tháng 7 năm 1996, chưa đầy hai tuần sau khi thông qua Hiến pháp mới của Ukraine, Verkhovna Rada đã phê chuẩn việc bổ nhiệm Lazarenko làm Thủ tướng.
Vào ngày 16 tháng 7 năm 1996, Lazarenko bị ám sát khi một quả bom phát nổ gần chiếc xe đã bị chặn của ông trên đường từ Kyiv đến sân bay Boryspil, nhưng ông đã sống sót.

### Xung đột với Gia tộc Donetsk và giết hại đối thủ
Lazarenko đã tham gia vào một cuộc đấu tranh kéo dài và gay gắt để giành quyền thống trị kinh tế với Gia tộc Donetsk mới nổi, một nhóm công nghiệp và chính trị có trụ sở tại Donetsk và do Viktor Yanukovych lãnh đạo.
Lazarenko được quy là có liên quan đến cái chết của một số đối thủ chính trị của ông, mặc dù ông đã nhiều lần phủ nhận việc tham gia vào bất kỳ vụ ám sát nào. Vào ngày 3 tháng 11 năm 1996, Yevhen Shcherban, một thành viên nổi bật của Verkhovna Rada và giám đốc điều hành khí đốt tự nhiên, bị sát hại tại Sân bay Donetsk, vài tháng sau vụ ám sát Lazarenko mà một số nguồn truyền thông cáo buộc Shcherban có đóng vai trò trong cuộc ám sát này.
Sau khi rời khỏi văn phòng Thủ tướng, Lazarenko cũng bị cáo buộc đã ra lệnh ám sát Vadym Hetman, một Nghị sĩ Quốc hội độc lập đã hoạt động tích cực nỗ lực cải cách kinh tế.

### Tham nhũng
Theo báo cáo của Liên Hợp Quốc, khoảng 200.000.000 USD đã bị Lazarenko biển thủ khỏi chính phủ Ukraina trong nhiệm kỳ của ông.
Lazarenko được cho là đã lạm dụng quyền lực chính thức của mình với tư cách là Thủ tướng Ukraina để tống tiền gần 50% khoản lợi nhuận 60 triệu USD của doanh nhân Peter Kiritchenko. Lazarenko sau đó ra lệnh cho Kiritchenko hỗ trợ rửa số tiền thu được vào các tài khoản ở Ba Lan, Thụy Sĩ, Antigua và cuối cùng là ở Hoa Kỳ, tại đây một công ty vỏ bọc được sử dụng để che giấu việc mua tài sản của ông. Kiritchenko đã nhận tội tiếp nhận tài sản bị biển thủ và đồng ý làm chứng chống lại Lazarenko.
Trong Báo cáo tham nhũng toàn cầu năm 2004, Lazarenko lọt vào danh sách các nhà lãnh đạo tham nhũng nhất thế giới. Ông được liệt kê ở vị trí thứ tám và được cho là đã tích lũy được từ 114 triệu đến 200 triệu USD.

### Chuyến bay từ Ukraina và cáo buộc hình sự
Vào tháng 12 năm 1998, Lazarenko bị bắt tại Basel, Thụy Sĩ khi nhập cảnh vào nước này bằng hộ chiếu Panama. Lazarenko bị buộc tội rửa tiền và bị truy tố. Tuy nhiên, ông được tại ngoại ngay sau đó và trốn khỏi châu Âu đến Hoa Kỳ vào năm 1999, vì sợ bị Kuchma trừng phạt sau khi hết được trọng dụng.